# Molòdie
Molòdie (Молодые, els joves) és una pel·lícula soviètica del 1971 dirigida per Nikolai Moskalenko basada en la novel·la d'Alexander Andreev, Rassudite nas, liudi.

## Sinopsi
Jènia es troba envoltada per l'atenció i la tutela dels pares i, per tant, no és del tot socialment independent. Coneix i s'enamora d'Aleksei Nikolaev, que resulta ser un simple capatàs de construcció. La convivència en un petit hostal entre dues persones amb diferències socials és difícil, i en alguns moments Jènia creu que no podrà viure al costat del seu estimat. Quan acaba la construcció del següent edifici d'apartaments, Alexei pren una decisió ferma: deixa l'equip de construcció i els amics de Moscou i marxa a Tiumén durant molt de temps. Jènia decideix tornar amb els seus pares, tot i que no pot viure sense ell.

## Repartiment
- Ievgueni Kindinov - Aleksei
- Liúbov Nefiodova - Jènia
- Janna Goroixènia - Anie
- Nelli Pxionnàia - Ekaterina Petrovna, mare de Jènia
- Nonna Mordiukova - Lena, amiga de Jènia
- Tatiana Pelttser

## Recepció
Fou projectada com a part de la secció oficial del Festival Internacional de Cinema de Sant Sebastià 1971.